# Pac-Man Museum
Pac-Man Museum es una recopilación de juegos de Pac-Man disponibles en Xbox Live Arcade (Xbox 360), PlayStation Network (PlayStation 3) y PC Windows (a través de Steam), y publicado por Bandai Namco Games. 
Fue lanzado al mercado el 26 de febrero de 2014, estando disponible un día antes en la PlayStation Network Norteamericana y Steam. En Japón fue lanzado el 25 de junio de 2014 para PS3 y Xbox 360. 
Se anunciaron versiones para 3DS y Wii U a través de Nintendo eShop, pero finalmente fueron canceladas debido a "retrasos en el desarrollo".

## Juegos incluidos
- Pac-Man (1980)
- Ms. Pac-Man (1982) - Estuvieron disponibles como contenido descargable gratuito hasta el 31 de marzo de 2014, a partir de entonces ha de comprarse, estando disponible por 4,79€.
- Super Pac-Man (1982)
- Pac & Pal (1983)
- Pac-Land (1984)
- Pac-Mania (1987)
- Pac-Attack (Versión para MegaDrive/Génesis en 1993)
- Pac-Man Arrangement (versión de PSP tal como puede encontrarse en Namco Museum Battle Collection de 2005)
- Pac-Man Championship Edition (2007)
- Pac-Man Battle Royale (2011)